# Danh sách nhà thơ Ấn Độ
  Đây là danh sách các nhà thơ Ấn Độ bao gồm các nhà thơ có nguồn gốc dân tộc, văn hóa hoặc tôn giáo Ấn Độ hoặc sinh ra ở Ấn Độ hoặc di cư đến Ấn Độ từ các khu vực khác trên thế giới.
Đây là một danh sách chưa hoàn tất, và có thể sẽ không bao giờ thỏa mãn yêu cầu hoàn tất. Bạn có thể đóng góp bằng cách mở rộng nó bằng các thông tin đáng tin cậy.

## Tiếng Assam
- Amulya Barua (1922–1946), xuất bản lần đầu sau khi qua đời vào năm 1964
- Atul Chandra Hazarika (1903–1986), nhà thơ, nhà viết kịch, nhà viết truyện thiếu nhi và dịch giả
- Parvati Prasad Baruva (1904-1964), nhà viết lời, nhà thơ và nhà làm phim
- Bhabananda Deka (sinh 1929), nhà văn, nhà thơ, nhà phê bình chuyên mục, nhà viết kịch
- Ganesh Gogoi (sinh 1907–1938)
- Hem Barua (1915–1977), nhà thơ và chính trị gia
- Lakshminath Bezbarua, một doyen của văn học Assam
- Chandra Kumar Agarwala, nhà thơ lãng mạn
- Hemchandra Goswami, nhà thơ lãng mạn
- Ambikagiri Raichoudhury, nhà thơ lãng mạn
- Hiren Bhattacharya (1932–2012), nhà văn, nhà thơ, nhà phê bình chuyên mục và biên tập viên
- Homen Borgohain (1932–2021), nhà văn, nhà thơ, nhà phê bình chuyên mục và biên tập viên
- Indira Goswami (1942-2011), đạt giải thưởng Giải thưởng Jnanapith, nhà thơ, biên tập viên và học giả hàn lâm
- Jyoti Prasad Agarwala (1903–1953), nhà viết kịch, nhạc sĩ, nhà thơ, nhà văn và nhà sản xuất phim
- Bishnu Prasad Rabha (KolaGuru)
- Nabakanta Barua, còn được biết như là Ekhud Kokaideu (1926–2002), tiểu thuyết gia và nhà thơ
- Nilmani Phookan (sinh 1933)
- Harekrishna Deka (sinh 1942), nhà thơ, nhà văn giả tưởng và nhà phê bình
- Mahim Bora (sinh 1930), nhà thơ, nhà văn giả tưởng
- Santana Tanty (sinh 1952), nhà thơ

## Tiếng Bengal
tên tiếng Bengal trong ngoặc đơn
- Abul Bashar (sinh 1951), nhà thơ và nhà văn
- Annadashankar Roy (1905–2002)
- Bharatchandra Ray (1712–1760), Raygunakar, nhà thơ triều đình Shakta và nhà viết nhạc ở Krishnanagar
- Binoy Majumdar (1934–2006), nhà thơ Ấn Độ
- Bishnu Dey (1909–1982), nhà thơ, nhà văn văn xuôi, nhà phê bình phim
- Buddhadeb Basu (cũng được biết đến  như "Buddhadeva Bose") (1908–1974), nhà thơ, tiểu thuyết gia, nhà viết truyện ngắn và nhà tiểu luận
- Chandidas (sinh 1408 CE), đề cập đến (có thể nhiều hơn một) nhà thơ thời trung cổ
- Dwijendralal Ray (1863–1913), nhà thơ, nhà viết kịch và nhạc sĩ, chủ yếu được biết đến với các vở kịch và bài hát yêu nước, cũng như những lời bài hát sùng đạo Hindu
- Girindramohini Dasi (1858–1924), nhà thơ thế kỷ thứ 19
- Govindadasa, nhà thơ Vaishanavite thời Trung Cổ
- Humayun Kabir (1906–1969), nhà thơ, nhà giáo dục, chính trị gia, nhà văn, triết gia
- Iswarchandra Gupta (1812–1859), nhà thơ và nhà văn
- Jatindramohan Bagchi (1878–1948)
- Jatindranath Sengupta (1887–1954), nhà thơ và nhà văn
- Jibanananda Das (1899–1954)
- Joy Goswami (sinh 1954), nhà thơ Ấn Độ
- Kazi Nazrul Islam (cũng đọc là "Kazi Nozrul Islam") (1899–1976), nhà thơ, nhạc sĩ, nhà cách mạng và triết gia
- Krittibas Ojha (cũng đọc là "Krittivas Ojha"), nhà thơ thời Trung Cổ
- Malay Roy Choudhury (sinh 1939), người sáng lập phong trào Thế hệ Hungry
- Mallika Sengupta (sinh 1960), nhà thơ và nhà văn
- Mandakranta Sen (sinh 1972), nhà thơ nữ quyền, người trẻ nhất đoạt giải Ananda Puraskar và giải Sahitya Akademi Kỷ niệm Vàng
- Michael Madhusudan Dutta (cũng đọc là "Maikel Modhushudôn Dôtto" và "Datta") (1824–1873), tên khai sinh Madhusudan Dutt, nhà thơ và nhà viết kịch
- Nabaneeta Dev Sen (Nôbonita Deb Shen) (sinh 1938), nhà văn và nhà thơ
- Nabinchandra Sen (1847–1909), nhà văn và nhà thơ
- Premendra Mitra (1904–1988), nhà thơ, tiểu thuyết gia, nhà văn viết truyện ngắn, bao gồm cả phim kinh dị và khoa học viễn tưởng
- Prabhat Ranjan Sarkar (1921–1990), được biết đến bởi Prabhat Samgiita
- Purnendu Patri (sinh 1930), nhà thơ, tiểu thuyết gia, nghệ sĩ và nhà sản xuất phim
- Rabindranath Tagore (1861–1941), nhà thơ Ấn Độ đoạt giải Giải Nobel Văn học năm 1913
- Ramprasad Sen (1718–1775), nhà thơ cung đình Shakta
- Shankha Ghosh (1932–2021), nhà thơ và nhà phê bình
- Shivadasa Sen (sinh thế kỷ thứ 14)
- Samir Roychoudhury (1933–2016), nhà thơ hậu hiện đại, nhà văn viết truyện ngắn, nhà phê bình và biên tập
- Subhash Mukhopadhyay (Shubhash Mukhopaddhae) (1919–2003)
- Subhro Bandopadhyay (sinh 1978), nhà thơ
- Subodh Sarkar (sinh 1958), nhà thơ
- Sudhindranath Dutta
- Sukanta Bhattacharya (1926–1947), nhà thơ
- Sukumar Ray (1887–1923), nhà thơ trào lộng, nhà viết truyện ngắn và nhà viết kịch
- Sunil Gangopadhyay (Shunil Gônggopaddhae) (sinh 1934), nhà thơ Ấn Độ, tiểu thuyết gia
- Syed Kawsar Jamal (sinh 1950), nhà thơ Ấn Độ và nhà tiểu luận
- Tarapada Roy (1936–2007), nhà thơ, nhà văn viết truyện ngắn và tiểu luận, nhà trào phúng

## Nhà thơ Ấn Độ viết bằng tiếng Anh
Theo thứ tự bảng chữ cái theo tên:
- A. J. Thomas (sinh 1952), nhà thơ, nhà biên tập
- A. K. Ramanujan (1929–1993), nhà thơ và học giả về văn học Ấn Độ, viết bằng cả tiếng Anh và tiếng Kannada
- Abhay K (sinh 1980), nhà thơ, nhà ngoại giao, nhà văn, tác giả và nghệ sĩ
- Agha Shahid Ali (1949–2001), nhà thơ Kashmiri-Hoa Kỳ viết bằng tiếng Anh
- Amit Chaudhuri (sinh 1962), tác giả và nhà thơ viết bằng tiếng Anh
- Amitabh Mitra nhà thơ, nghệ sĩ và bác sĩ cấp cứu
- Anuradha Bhattacharyya (sinh 1975), tác giả và nhà thơ viết bằng tiếng Anh
- Amol Redij (sinh 1977), nhà thơ và nhà văn người Anh
- Arun Kolatkar (1932–2004), nhà thơ bài viết bằng tiếng Anh và tiếng Marathi
- Arundhathi Subramaniam, nhà thơ và nhà văn và biên tập web viết bằng tiếng Anh
- Arvind Krishna Mehrotra (sinh 1947), nhà thơ, nhà tuyển tập, nhà phê bình văn học và dịch giả viết bằng tiếng Anh
- Bibhu Padhi (sinh 1951), nhà thơ, dịch giả và nhà phê bình bằng tiếng Anh
- C. P. Surendran (sinh 1958), nhà thơ, tiểu thuyết gia và biên tập viên viết bằng tiếng Anh
- D. C. Chambial, nhà thơ, biên tập viên và nhà phê bình
- Eunice De Souza (còn gọi "Eunice de Souza" (sinh 1940)), nhà thơ, nhà phê bình văn học và tiểu thuyết gia viết bằng tiếng Anh
- Feroze Varun Gandhi (sinh 1980), nhà thơ, chính trị gia và nhà viết chuyên mục
- Fredoon Kabraji (1897–1986), nhà thơ, nhà văn, nhà báo và nghệ sĩ viết bằng tiếng Anh
- G. S. Sharat Chandra (1935–2000), tác giả và nhà thơ viết bằng tiếng Anh
- Gieve Patel (sinh 1940), nhà thơ, nhà viết kịch, họa sĩ và một bác sĩ đa khoa thực hành
- Gopi Kottoor (sinh 1956), nhà thơ, nhà viết kịch và dịch giả nổi tiếng quốc tế
- Hemant Mohapatra, nhà thơ viết bằng tiếng anh
- Henry Louis Vivian Derozio (1809–1831), nhà thơ Ấn Độ
- Jagannath Prasad Das (sinh 1936), còn được biết đến là J P Das, nhà thơ từng đoạt giải thưởng bằng tiếng Anh và tiếng Oriya
- Jayanta Mahapatra (sinh 1928), nhà thơ quốc tế nổi tiếng, đoạt giải thưởng Padma Shri và lần đầu tiên đoạt giải Sahitya Akademi cho thơ tiếng Anh
- Jeet Thayil (sinh 1959), nhà thơ, tiểu thuyết gia, biên tập viên, đoạt giải Sahitya Akademi và người Ấn Độ đầu tiên giành chiến thắng Giải thưởng DSC cho Văn học Nam Á
- Kamala Das còn được biết là "Kamala Suraiya" (sinh 1934), nhà văn và nhà thơ bằng tiếng Anh và tiếng Malayalam
- Keki Daruwalla (sinh 1937), người đoạt giải Padma Shri và Sahitya Akademi cho thơ tiếng Anh
- K. V. Dominic (sinh 1956), nhà thơ, nhà văn viết truyện ngắn, nhà phê bình và biên tập viên
- Makarand Paranjape (sinh 1960), nhà thơ viết bằng tiếng anh
- Mani Rao (sinh 1965), nhà thơ viết bằng tiếng anh
- Meena Alexander (1951-2018), nhà thơ, học giả và nhà văn bằng tiếng Anh, Giáo sư tiếng Anh xuất sắc tại Đại học Hunter
- Meena Kandasamy (sinh 1984), nhà văn, nhà thơ, dịch giả và nhà hoạt động
- Michael Madhusudan Dutt (1824–1873), nhà thơ và nhà viết kịch
- Nissim Ezekiel (1924–2004), nhà thơ, nhà viết kịch và nhà phê bình nghệ thuật và biên tập viên viết bằng tiếng Anh
- Nalini Priyadarshni (1974), nhà thơ, nhà văn và nhà phê bình bằng tiếng Anh
- Nandini Sahu (1973), nhà thơ nữ quyền, nhà văn và nhà phê bình viết bằng tiếng Anh
- Neelam Saxena Chandra (sinh 1969), nhà thơ, tác giả, tiểu thuyết gia viết bằng tiếng Anh và tiếng Hindi
- P. Lal (1929–2010), nhà thơ, dịch giả, giáo sư và nhà xuất bản; người sáng lập và nhà xuất bản của Writers Workshop ở Calcutta, Ấn Độ
- P C K Prem (sinh 1945), nhà thơ, nhà phê bình và tác giả viết bằng tiếng Hindi và tiếng Anh
- Pritish Nandy (sinh 1951), nhà thơ, nhà báo, chính trị gia, nhân vật truyền hình và nhà sản xuất phim viết bằng tiếng Anh
- R. Parthasarathy, nhà thơ, dịch giả, nhà phê bình và biên tập viên viết bằng tiếng Anh
- Rochelle Potkar, nhà văn giả tưởng và nhà thơ
- Raman Mundair, nhà thơ, nhà văn, nghệ sĩ và nhà viết kịch viết bằng tiếng Anh
- Yuyutsu Sharma (sinh 1960), nhà thơ, biên tập viên và dịch giả, viết bằng tiếng Anh
- Ranjit Hoskote (sinh 1969), nhà thơ, nhà phê bình nghệ thuật, nhà lý luận văn hóa và giám tuyển độc lập viết bằng tiếng Anh
- Robin S Ngangom, nhà thơ viết bằng tiếng anh
- Rukmini Bhaya Nair, nhà thơ và nhà lý luận, viết bằng tiếng Anh
- Salik Shah, nhà thơ, tác giả, biên tập viên và nhà xuất bản bằng tiếng Anh
- Sarojini Naidu (1879–1949), nhà thơ lỗi lạc, người đấu tranh cho tự do và nhà quản trị viết bằng tiếng Anh
- Shahzad A. Rizvi (sinh 1937, Gwalior), tác giả, học giả và nhà thơ viết bằng tiếng Anh và tiếng Urdu
- Shiv Kumar, nhà thơ, nhà viết kịch, tiểu thuyết gia, nhà viết truyện ngắn
- Shreekumar Varma (sinh 1955), viết chuyên mục báo chí, nhà thơ, tiểu thuyết gia viết bằng tiếng Anh
- Smita Agarwal (sinh 1958), nhà thơ, nhà phê bình, nhà giáo dục và ca sĩ
- Som Ranchan (sinh 1932), nhà thơ và tiểu thuyết gia viết bằng tiếng Anh
- Sri Aurobindo (Sri Ôrobindo, 1872–1950), nhà thơ, triết gia và chuyên gia yogi viết bằng tiếng Anh và tiếng Pháp
- Subhash Misra (sinh 1955)
- Sudeep Sen, nhà thơ và biên tập viên viết bằng tiếng Anh
- Tabish Khair (sinh 1966), nhà thơ, tiểu thuyết gia và nhà tiểu luận
- Tapan Kumar Pradhan (sinh 1972), nhà hoạt động, nhà thơ, nhà văn; đoạt giải Sahitya Akademi, giải thưởng Golden Jubilee cho thơ ca
- Tishani Doshi (sinh 1975), nhà thơ nổi tiếng quốc tế; người Ấn Độ đầu tiên đoạt giải Forward Poetry
- T.K. Doraiswamy (Nakulan (1921–2007), nhà thơ, tiểu thuyết gia, dịch giả và giáo sư tiếng Anh
- T. Vasudeva Reddy (sinh 1943), nhà thơ, tiểu thuyết gia, nhà phê bình và giáo sư tiếng Anh
- Toru Dutt (1856–1877), nhà thơ, viết bằng tiếng Anh và tiếng Pháp
- Vihang A. Naik (sinh 1969), nhà thơ và nhà giáo dục viết bằng tiếng Anh và tiếng Gujarat
- Vikram Seth (sinh 1952), tiểu thuyết gia từng đoạt giải thưởng và nhà thơ viết bằng tiếng Anh

## Tiếng Gujarat
Theo thứ tự bảng chữ cái theo họ:
- Akho (1591–1659), nhà thơ, nhà Vedanta cấp tiến
- Adil Mansuri (1936–2008), Nhà thơ tiếng Gujarat đến từ Gujarat, Ấn Độ
- Niranjan Bhagat (sinh 1926), Nhà thơ tiếng Gujarat
- Anil Chavda (sinh 1985), Nhà thơ tiếng Gujarat, nhà văn và người viết chuyên mục từ Gujarat
- Ashok Chavda (sinh 1978), nhà thơ, nhà văn và nhà phê bình ngôn ngữ Gujarat từ Gujarat
- Pir Sadardin, Ismaili Da'i thế kỷ thứ mười bốn; được coi là người sáng lập ra Khoja  của phái Isma'ili; còn được gọi là Satpanth
- Dalpatram (1820–1898), cha của Nanalal Dalpatram Kavi
- Dayaram (1777–1853), Nhà thơ Gujarat của văn học Gujarat thời trung cổ
- Dileep Jhaveri (sinh 1943), nhà thơ, dịch giả và biên tập viên từ Mumbai
- Mahadev Desai (1892–1942), nhà văn bằng tiếng Anh, tiếng Gujarat và tiếng Bengal
- Suresh Joshi (1921–1986), tiểu thuyết gia, nhà viết truyện ngắn, nhà phê bình, nhà thơ và nhà văn
- Umashankar Joshi – xem danh sách trong "Umashankar", bên dưới
- Kalapi (1874–1900), nhà thơ và hoàng gia của bang Lathi ở Gujarat
- Kavi Kant (1867–1923), nhà văn và nhà thơ ở Gujarat
- Nanalal Dalpatram Kavi (નાનાલાલ દલપતરામ કવિ)
- Jhaverchand Meghani (1896–1947), tiểu thuyết gia, nhà thơ, nhà viết truyện ngắn, nhà nghiên cứu dân gian ở Gujarat
- Narsinh Mehta, còn có tên thay thế Narasingh Mehta (khoảng 1414 – khoảng 1481)
- Chinu Modi (1939–2017), Nhà thơ Gujarat đến từ Gujarat, Ấn Độ
- Manhar Modi, Nhà thơ Gujarat đến từ Gujarat, Ấn Độ
- K. M. Munshi (1887–1971), tiểu thuyết gia, nhà viết kịch, nhà văn, chính trị gia và luật sư
- Narmad (1834–1886), nhà thơ Gujarat, nhà viết kịch, nhà tiểu luận và nhà cải cách trong Ấn Độ thời thuộc địa Anh
- Vihang A. Naik (sinh 1969), viết thơ bằng tiếng Gujarat và tiếng Anh
- Ravji Patel (sinh 1939), nhà thơ và tiểu thuyết gia hiện đại ở Gujarat
- Rajendra Shah (sinh 1913), Nhà thơ Gujarat và người đoạt giải Jnanpith
- Rajendra Shukla, nhà thơ Gujarat
- Sundaram (1909–1990), nhà thơ, nhà văn truyện ngắn, nhà văn du lịch, nhà viết tiểu sử và nhà phê bình
- Govardhanram Tripathi (1855–1907), tiểu thuyết gia và nhà thơ
- Umashankar Joshi (1911–1988), tiểu thuyết gia, nhà thơ, nhà viết kịch, nhà văn và nhà hàn lâm; tên họ là: Umashankar, người đoạt giải thưởng Jnanpith
- Sitanshu Yashaschandra (sinh 1941), nhà thơ ngôn ngữ Gujarat và nhà viết kịch

## Tiếng Hindi
- Abdul Rahim Khan-I-Khana (1556–1627), nhà soạn nhạc, nhà thơ, và làm sách về chiêm tinh học
- Amir Khusrow (1253–1325), nhạc sĩ, học giả và nhà thơ
- Ashok Chakradhar (1951– ), tác giả và nhà thơ
- Banarsidas (1586–1643), nhà thơ, doanh nhân
- Bihari (1595–1663), nhà thơ, tác giả
- Bhikhari Das (1721–?), nhà thơ
- Bharatendu Harishchandra (1850–1885), tiểu thuyết gia, nhà thơ, nhà viết kịch
- Bhawani Prasad Mishra (1913–1985), nhà thơ và tác giả
- Dharmveer Bharti (1926–1997), nhà thơ, tác giả, nhà viết kịch và nhà tư tưởng xã hội
- Dushyant Kumar (1933–1975)
- Gulzar (1934– ), nhà thơ, người viết lời nhạc, đạo diễn phim
- Geet Chaturvedi (1977– ), nhà thơ, tác giả truyện ngắn và nhà báo
- Gopal Singh Nepali (1911–1963), nhà thơ của văn học Hindi và nhà viết lời nhạc của Bollywood
- Gopaldas Neeraj (1924– ), nhà thơ và tác giả
- Gulab Khandelwal (1924– ), thơ bao gồm một số bằng tiếng Urdu và tiếng Anh
- Harivansh Rai Bachchan (1907–2003), nhà thơ của phong trào văn học Chhayavaad (sự bùng nổ lãng mạn)
- Hemant Shesh (1952– ), nhà văn, nhà thơ và công chức dân sự
- Hith Harivansh Mahaprabhu (1502–1552), bhakti Braj Bhasha nhà thơ và nhà lãnh đạo tôn giáo
- Jagdish Gupt (1924–2001), nhà thơ phong trào văn học Chhayavaad
- Jaishankar Prasad (1889–1937), tiểu thuyết gia, nhà viết kịch, nhà thơ
- Javed Akhtar (1945– ), nhà thơ, nhà thơ trữ tình và nhà viết kịch bản
- Jumai Khan Azad (1930–2013), nhà thơ
- Jwalamukhi (1938–2008), nhà thơ, tiểu thuyết gia, nhà văn và nhà hoạt động chính trị
- Kabir (1440–1518), nhà thơ thần bí và vị thánh của Ấn Độ
- Kavi Bhushan (1613–1712), nhà thơ và học giả
- Kaka Hathrasi (1906–1995), nhà thơ châm biếm và trào phúng
- Kedarnath Agarwal (1911–2000), nhà thơ và trí thức tiếng Hindi
- Kedarnath Singh (1934– ), nhà thơ, nhà phê bình và nhà tiểu luận
- Keshavdas (1555–1617), nổi tiếng nhất với Rasik Priya, một tác phẩm tiên phong của Riti Kaal
- Kripalu Maharaj (1922–2013), bậc thầy tâm linh và nhà thơ
- Krishan Kumar Sharma "Rasik" (1983– ), nhà thơ và nhà văn tiếng Hindi, Punjabi, tiếng Anh và tiếng Urdu
- Kumar Vishwas (1970– ), nhà thơ và giáo sư
- Kunwar Narayan (1927– ), nhà thơ
- Kanwal Ziai (1927–2011)
- Mahadevi Varma (1906–1987), nhà thơ, nhà hoạt động vì phụ nữ và nhà giáo dục
- Maithili Sharan Gupt (1886–1964), nhà thơ, chính trị gia, nhà viết kịch, dịch giả
- Makhanlal Chaturvedi (1889–1968), nhà thơ, nhà văn, nhà tiểu luận, nhà viết kịch và nhà báo Ấn Độ
- Meera (1498–1547), ca sĩ thần bí và nhà soạn nhạc của Bhajans
- Mohan Rana (1964– ), nhà thơ
- Murari Lal Sharma Neeras (1936– ), nhà thơ và nhà giáo dục
- Naresh Mehta, nhà thơ và nhà viết kịch
- Nagarjun (1911–1998), nhà thơ, nhà văn, nhà tiểu luận, tiểu thuyết gia
- Nawal Kishore Dhawal (1911–1964), nhà văn, nhà thơ, người hiệu đính, biên tập viên, nhà phê bình, nhà báo và tác giả
- Neelam Saxena Chandra (trước 1969), nhà thơ, nhà văn, tiểu thuyết gia
- Padma Sachdev, nhà thơ, tiểu thuyết gia (tiếng Hindi và tiếng Dogri)
- Parichay Das, nhà văn và biên tập viên và thơ Bhojpuri đương đại
- Pawan Karan (1964– ), nhà thơ, nhà văn, biên tập viên, và nhà báo
- Prasoon Joshi (1971– ), nhà thơ, nhà trữ tình
- Rambhadracharya (1950– )[β], Nhà lãnh đạo tôn giáo Hindu, nhà giáo dục, học giả tiếng Phạn, người đa ngôn ngữ, nhà thơ, tác giả, nhà bình luận văn bản, triết gia, nhà soạn nhạc, ca sĩ, nhà viết kịch và nghệ sĩ Katha
- Ramdhari Singh Dinkar (1908–1974), nhà thơ, nhà tiểu luận và nhà hàn lâm
- Ramesh Chandra Jha (1925–1994 ), nhà thơ, tiểu thuyết gia và chiến sĩ tự do
- Rustam Singh (sinh 1955), nhà thơ, triết gia, dịch giả và biên tập viên
- Ravindra Prabhat (1969– ), tác giả và nhà thơ
- Sachchidananda Vatsyayan (1911–1987), nhà thơ, nhà văn, tiểu thuyết gia, nhà báo, du khách
- Sahir Ludhianvi, người viết lời nhạc, nhà thơ từ Punjab (Ludhiana)
- Shahnaz Fatmi (1949–), nhà thơ, nhà văn, nhà tiểu luận, tiểu thuyết gia
- Shivmangal Singh Suman (1915–2002), nhà thơ và học giả
- Shail Chaturvedi (1936–2007), nhà thơ, nhà trào phúng, người viết lời nhạc, diễn viên
- Sri Lal Sukla (1925–2011), tác giả, nhà văn
- Subhadra Kumari Chauhan (1904–1948), nhà thơ
- Sudama Panday 'Dhoomil' (1936–1975), nhà thơ
- Sūdan (1700–1753), nhà thơ, nhà văn
- Sumitranandan Pant (1900–1975), Thơ Chhayavaad, kịch thơ và tiểu luận
- Suryakant Tripathi 'Nirala' (1899–1961), nhà thơ, tiểu thuyết gia, nhà tiểu luận và người viết truyện
- Suryakumar Pandey (sinh 1954), nhà thơ, nhà văn
- Surdas (1467–1583), nhà soạn nhạc và nhà thơ sùng đạo
- Tara Singh, nhà thơ
- Teji Grover (sinh 1955), nhà thơ Hindi, nhà văn giả tưởng, dịch giả và họa sĩ
- Tulsidas (1532–1623), thánh thơ, nhà cải cách và triết gia
- Tribhuvan (sinh 1964), nhà thơ, nhà văn và nhà báo
- Uday Prakash (1952– ), học giả, nhà thơ, nhà báo, dịch giả và nhà viết truyện ngắn
- Valmiki, thánh thơ, tác giả của sử thi Ramayana
- Virendra Kumar Baranwal (sinh 1941), nhà thơ và nhà văn Ấn Độ
- Vrind (1643–1723), nhà thơ

## Tiếng Kannada
- A. K. Ramanujan (1929–1993), nhà thơ và học giả về văn học Ấn Độ, viết bằng tiếng Kannada và tiếng Anh
- Kuvempu (1904–1994)
- D. R. Bendre (1896–1981)
- Gopalakrishna Adiga (1918–1992)
- V. K. Gokak (1909–1992)
- K. S. Narasimhaswamy (1915–2003)
- U. R. Ananthamurthy (1932–2014)
- Adikavi Pampa (902–975)
- Ranna (949-?)
- Janna (thế kỷ thứ 13)
- Harihara
- Vaidehi (1945– )
- D. V. Gundappa (1887–1975)
- Purandara Dasa (1484–1564)
- Kanaka Dasa (1509–1609)
- M. Govinda Pai (1883–1963)
- Dinakara Desai (1909–1982)
- Gangadevi (thế kỷ thứ 14)
- Gourish Kaikini (1912–2002)
- Kumara Vyasa (cuối thế kỷ thứ 14, đầu thế kỷ thứ 15)
- Akka Mahadevi (1130–1160)
- Nagavarma I (cuối thế kỷ thứ 10 đầu thế kỷ thứ 11)
- Nagavarma II (cuối thế kỷ thứ 11 đầu thế kỷ thứ 12)
- T. N. Srikantaiah (1906–1966)
- B. M. Srikantaiah (1884–1946)
- G. S. Shivarudrappa (1926–2013)
- Allama Prabhu (thế kỷ thứ 12)
- Shishunala Sharif (1819–1889)
- Sarvajna (thế kỷ thứ 16)
- K. S. Nissar Ahmed (1936– )
- Masti Venkatesha Iyengar
- Gorur Ramaswamy Iyengar
- Raghavendra Swami (thuộc về Kannada Madhva Brahmin; sinh năm 1595 hoặc 1598 hoặc 1601 SCN)
- Devanur Mahadeva (1948 Devanuru làng Nanjangud taluk, quận Mysore, Karnataka)
- Sri Ponna (sinh thế kỷ thứ 9 đến thế kỷ thứ 10)
- Kayyar Kinhanna Rai (1915 tới 2015)
- Raghavanka (thế kỷ thứ 12)
- Rudrabhatta (thế kỷ thứ 12)
- Palkuriki Somanatha (1195)
- Kesiraja (thế kỷ thứ 13)

## Tiếng Kashmir
- Allama Muhammad Iqbal
- Abdul Ahad Azad (1903–1948)
- Agha Shahid Ali
- Amin Kamil (1924–2014)
- Arnimal (mất 1800)
- Ghulam Ahmad Mahjur (1885–1952)
- Habba Khatun (thế kỷ thứ 16)
- Lalleshwari, còn được biết với tên "Lalla" hoặc "Lal Ded"
- Mahmud Gami (1765–1855)
- Maqbool Shah Kralawari (1820–1976)
- Nund Reshi (1377–1440)
- Rasul Mir (mất 1870)
- Rehman Rahi (1925–2023), nhà thơ, dịch giả và nhà phê bình
- Rupa Bhavani (1621–1721)
- Zinda Kaul 'Masterji' (1884–1965)
- Hakeem Manzoor (1937–2006)
- Ghulam Nabi Firaq (1922–2016)

## Tiếng Konkan
- Balakrishna Bhagwant Borkar (1910–1984), còn được biết với tên "Baki-baab"
- R. V. Pandit, viết nhiều bài thơ bằng tiếng Konkani, và một số bằng tiếng Bồ Đào Nha
- Uday Bhembre
- Ramesh Veluskar, nhà thơ Konkani nổi tiếng và từng đoạt giải thưởng

## Tiếng Maithil
- Vidyapati, còn được biết với tên Vidyapati Thakur và được gọi là Maithil Kavi Kokil "nhà thơ cúc cu của Maithili" (khoảng 1352 – khoảng 1448), nhà thơ Maithili và nhà văn Sanskrit
- Rashtrakavi Ramdhari Singh Dinkar, 23 tháng chín 1908 – 24 tháng tư 1974, nhà thơ, nhà tiểu luận, người đấu tranh cho tự do, người yêu nước và học thuật
- Acharya Ramlochan Saran (1889–1971), nhà văn, nhà ngữ pháp, nhà xuất bản và nhà thơ
- Jayamant Mishra (1925–2010), Học giả tiếng Phạn và nhà thơ Maithili

## Tiếng Malayalam
Nhà thơ Trung Cổ
- Thunchaththu Ramanujan Ezhuthachan, được gọi là "Cha đẻ của ngôn ngữ Malayalam" (hưng thịnh thế kỷ thứ 16)
- Johann Ernst Hanxleden, còn được biết với tên "Arnos Paathiri" (1681–1732), Linh mục Dòng Tên người Đức
- Poonthanam Namboothiri (hưng thịnh thế kỷ thứ 16), nhà thơ sùng đạo
- Kunchan Nambiar (1705–1770)
- Unnayi Warrier
- Irayimman Thampi (1783–1862), nhà thơ và nhạc sĩ cung đình
- Moyinkutty Vaidyar (1857–1891)

Nhà thơ Phục Hưng
- Kumaran Asan (1873–1924)
- Kerala Varma Valiya Koyithampuran, còn được biết với tên Kerala Varma (1845–1914), nhà thơ và dịch giả
- Vallathol Narayana Menon (1878–1958)
- Ulloor S Parameswara Iyer (1877–1949)
- K. V. Simon (1883–1943)
- K.C. Kesava Pillai (1868–1914)
- A. R. Raja Raja Varma (1863–1918), nhà thơ, nhà ngữ pháp, học giả, nhà phê bình và nhà văn

Nhà thơ trữ tình
- Changampuzha Krishna Pillai (1911–1948), nhà thơ, dịch giả
- Edappalli Raghavan Pillai (1909–1936)
- P. Kunhiraman Nair (1906–1974)
- Sanjayan

Nhà thơ trữ tình hiện đại
- G. Sankara Kurup, còn gọi "Sankara Kurup" (mất 1978)
- Vyloppilli Sreedhara Menon, còn gọi "Vailoppilli Sreedhara Menon" (1911–1985)
- Edasseri Govindan Nair (1906–1974))
- N.V. Krishna Warrier (1916–1989), nhà thơ và học giả
- Thirunalloor Karunakaran (1924–2006), nhà thơ và học giả
- P. Bhaskaran (1924–2007), nhà thơ và nhạc sĩ điện ảnh
- Vayalar Ramavarma, còn gọi là Vayalar Rama Varma (1928–1975)
- O.N.V. Kurup (sinh 1931)
- Vishnunarayanan Namboothiri (sinh 1939)
- Kunjunni (mất 2006)
- Balamani Amma
- Sugathakumari

Nhà thơ hiện đại
- M. Govindan (1919–1988)
- K. Ayyappa Panicker, còn gọi là Ayyappa Paniker, người Ấn Độ (1930–2006)
- Attoor Ravi Varma
- Kadammanitta Ramakrishnan, được gọi một cách phổ biến là Kadammanitta (1935–2008)
- Satchidanandan (sinh 1946), nhà phê bình (viết bằng tiếng Malayalam và tiếng Anh), nhà thơ (bằng tiếng Malayalam)
- S. Rajasekharan (sinh 1946), nhà thơ và nhà phê bình văn học
- D. Vinayachandran
- A. Ayyappan (sinh 1949)
- Balachandran Chullikkad (sinh 1957), nhà thơ và diễn viên
- Nellikkal Muraleedharan (sinh 1948), nhà thơ, nhà văn và nhà phê bình
- Venu V Desom

Nhà thơ hậu hiện đại
- P. P. Ramachandran
- T. P. Rajeevan (sinh 1959), nhà thơ, tiểu thuyết gia và nhà phê bình văn học.
- V. M. Girija (sinh 1961), nhà thơ
- Veerankutty
- Syam Sudhakar (sinh 1983), nhà thơ và nhà phê bình văn học

## Tiếng Meitei
- Nongthombam Biren Singh, chính trị gia, nhà thơ và cựu nhà báo
- Ashangbam Minaketan Singh (1906-1995), người sáng lập văn học Meitei hiện đại, tác giả của sử thi Manipuri "Basanta sheireng", đoạt giải Padma Shri và giải Sahitya Akademi, giải thưởng Land Nehru của Liên Xô
- Robin S Ngangom (sinh 1959), nhà thơ viết bằng tiếng Anh và Meiteilon
- Angom Gopi (1710-1780), nhà thơ Manipuri cổ điển, dịch giả của Bhagavad Gita và Kinh thánh sang ngôn ngữ Meitei
- Rajkumar Shitaljit Singh (1913-2008), nhà thơ, nhà văn và giáo viên, người đoạt Huy chương của Tổng thống và giải thưởng Sahitya Ratna
- Elangbam Nilakanta Singh (1927-2000), tác giả của "Tirtha Yatra" và "Manipuri Sheirang"; đoạt giải Padma Shri và giải Sahitya Akademi

## Tiếng Marathi
- Samarth Ramdas, sáng tác nên Manache Shlok; được gọi là Guru của Shivaji Maharaj
- Sant Dnyaneshwar, còn có tên "Sant Jñāneshwar" và "Jñanadeva" (1275–1296), thánh, nhà thơ, triết gia và yogi
- Eknath hoặc Eknāth (1533–1599), nhà thơ và học giả
- Tukaram (ước tính năm sinh dao động từ 1577–-1609 – mất 1650)
- Keshav Pandit, còn có tên là Keshav Pandit hoặc Keshav Bhat Pandit (mất 1690), quan chức tôn giáo dưới quyền Chhatrapati Shivaji, nhà thơ và học giả tiếng Phạn
- Raghunath Pandit
- Suresh Bhat 1932–2003), được biết đến như Ghazal Samrat (Hoàng đế ghazals) cho cách thể hiện của mình về hình thức đó
- Namdeo Dhasal (sinh 1949), nhà thơ, nhà văn, nhà báo, biên tập viên và nhà hoạt động Dalit
- Manohar Oak (sinh 1933), nhà thơ và tiểu thuyết gia
- Arun Kolatkar (sinh 1931 or 1932), nhà thơ đã viết cả bằng tiếng Marathi và tiếng Anh; cũng là một nhà thiết kế đồ họa
- Bahinabai Chaudhari (1880–1951), nhà thơ mù chữ có người con trai đã viết bài thơ giúp bà
- Tryambak Bapuji Thombre "Balkavi"
- Vilas Sarang (sinh 1942), nhà văn, nhà phê bình, dịch giả và nhà thơ
- Kusumagraj, bút danh của Vishnu Vāman Shirwādkar (1912–1999), nhà thơ, nhà văn và nhà nhân văn
- P. S. Rege (1910–1978), nhà thơ, nhà viết kịch, nhà văn tiểu thuyết và nhà học thuật
- Shanta Shelke (1922–2002), nhà thơ, nhà báo, giáo sư, nhà soạn nhạc, người viết truyện, dịch giả, nhà văn văn học thiếu nhi
- Hemant Divate (sinh 1967), nhà thơ, chủ bút tạp chí Abhidhanantar, dịch giả
- Hridaynath Mangeshkar (sinh 1937), nhà thơ lỗi lạc và nhà soạn nhạc của các bài hát chủ yếu bằng tiếng Marathi và Hindi
- Manya Joshi (sinh 1972), nhà thơ Marathi
- Mangesh Narayanrao Kale (sinh 1966), nhà thơ, biên tập viên, nhà phê bình và dịch giả
- Saleel Wagh (sinh 1967), nhà thơ, dịch giả, nhà phê bình
- G. D. Madgulkar, được biết đến phổ biến ở bang Maharashtra, quê hương của ông bởi tên viết tắt của ông, Ga Di Ma (1919–1977), nhà thơ, người viết lời nhạc, nhà văn và diễn viên; anh trai của nhà văn Venkatesh Madgulkar
- Poet Borkar, Balakrishna Bhagwant Borkar, còn được biết đến là "Baki-baab" (1910–1984), viết chủ yếu bằng tiếng Marathi nhưng có nhiều tác phẩm bằng tiếng Konkan
- Vinayak Damodar Savarkar (1883–1966), nhà đấu tranh tự do cách mạng, nhà tư tưởng và nhà tư duy, người chủ yếu sáng tác những bài thơ và bài hát về tình cảm dân tộc và cách mạng
- Varjesh Solanki (sinh 1967), nhà thơ Marathi từng đoạt giải thưởng
- Vasant Abaji Dahake (sinh 1942), nhà thơ, tiểu thuyết gia, nhà viết kịch, nghệ sĩ và nhà phê bình
- Bhau Panchbhai, nhà thơ và nhà hoạt động Dalit
- Mangesh Padgaonkar (sinh 1929), Nhà thơ Marathi và người nhận giải thưởng Maharashtra Bhushan
- Indira Sant

## Tiếng Nepal
Xem thêm: Danh sách nhà thơ tiếng Nepal
- Agam Singh Giri (1927–1971)
- Hari Bhakta Katuwal (1935-1980)
- Kamala Sankrityayan (1920-2009)
- Parijat (1937–1993)
- Rajendra Bhandari (sinh 1956)
- Salik Shah (tập thơ song ngữ của ông, "Khas Pidgin," đã giành được đề cử Giải thưởng Elgin từ Hiệp hội Thơ Khoa học Viễn tưởng & Kỳ ảo năm 2018)[1]
- Tulsiram Sharma 'Kashyap' (1939 – 1998)
- Yuyutsu Sharma (sinh 1960)

## Tiếng Oriya
- Jayadeva (1170-1245), tác giả của Gita Govinda nổi tiếng bằng tiếng Phạn và một số bài thơ bằng tiếng Odia (thế kỷ thứ 12)
- Sarala Das (thế kỷ thứ 15 sau Công nguyên), tác giả của Mahabharata bằng tiếng Odia theo thể thơ (thế kỷ thứ 15)
- Jagannatha Dasa, tác giả của Bhagabata bằng tiếng Odia và một trong số panchasakha (thế kỷ thứ 15)
- Achyutananda Dasa, tác giả của Sunya Sanghita và nhiều văn bản khác, một trong số panchasakha (thế kỷ thứ 16)
- Salabega (sinh 1607 hoặc 1608), tác giả Hồi giáo của nhiều bài bhajan và tín đồ của Jagannath
- Upendra Bhanja (sinh từ 1670 tới 1688), nhà thơ và thành viên của gia đình hoàng gia của một tiểu bang
- Abhimanyu Samantasinghara, tác giả của Bigadha Chintamani
- Bhima Bhoi (1850–1895), tác giả của Stuti Chintamani, thánh thơ mù Mahima Odisha
- Brajanath Badajena (1729-1799), được trao giải thưởng Kabi Bhushana, tác giả của tác phẩm kinh điển như "Samara Taranga" và "Chatura Binoda"
- Brajanath Ratha (1936-2014), nhà thơ, nhà văn, nhà hoạt động xã hội, người đoạt giải thưởng Tagore
- Fakir Mohan Senapati (1843–1918), nhà văn viết truyện ngắn, tiểu thuyết gia, nhà thơ, nhà văn, quan chức chính phủ và nhà hoạt động xã hội
- Gangadhar Meher (1862-1924), được biết đến là Svabhava Kavi và Prakriti Kavi (Nhà thơ thiên nhiên), tác giả của bộ sử thi "Tapaswini"
- Gopabandhu Das (1877-1928), được gọi là Utkala Mani ("Viên ngọc của Orissa"), nhân viên xã hội, nhà hoạt động chính trị, nhà văn, tiểu thuyết gia và nhà thơ
- Jayanta Mahapatra (sinh 1928), người chiến thắng giải thưởng Padma Shri và Sahitya Akademi
- Krushna Chandra Kar
- Manasi Pradhan
- Manmohan Acharya
- Nanda Kishore Bal (1875-1928), được biết đến như Palli Kavi (Nhà thơ của cuộc sống nông thôn), viết lời bài hát nổi tiếng cho trẻ em có tên "Nana Baya Geeta"
- Nirmala Devi
- Radhanath Ray (1848-1908), được biết đến như Kabibar (Nhà thơ tối cao), tác giả của các sử thi như "Chilika", "Chandrabhaga", "Mahajatra" và "Kedara Gouri"
- Sitakanta Mohapatra (sinh 1937), người chiến thắng giải thưởng Padma Bhusan, Padma Vibhusan, Sahitya Akademi, giải thưởng Jnanpith và giải thưởng Tagore
- Ramakrushna Nanda (1906-1994), nhà văn nổi tiếng của văn học thiếu nhi, tác giả của bài hát cầu nguyện buổi sáng "Ahe Dayamaya Vishwa Vihari" được hát trong tất cả các trường Odia
- Pratibha Satpathy (sinh 1945), nhà thơ, biên tập viên và người đoạt giải Sahitya Akademi
- Ramakant Rath (sinh 1934), tác giả sử thi "Shri Radha", người chiến thắng các giải Padma Bhusan, Saraswati Samman và Sahitya Akademi
- Tapan Kumar Pradhan (sinh 1972), tác giả của Kalahandi và người chiến thắng giải thưởng Golden Jubilee Sahitya Akademi
- Sachidananda Routray (1916-2004), người chiến thắng giải Jnanapith, tác giả của "Baji Rout", "Pratima Nayak", "Pallishri" và "Chhota Mora Gaan"
- Rabi Singh (1931-2020), người chiến đấu tự do và nhà văn mác-xít của những bài thơ cách mạng
- Upendra Bhanja (1670-1740), được biết đến như Kavi Samrat (Vua của các nhà thơ), tác giả của sử thi như "Vaideheesha Vilasa", "Prema Sudhanidhi", "Lavanyavati" v.v...

## Tiếng Punjab
- Baba Farid (thế kỷ thứ 12–13)
- Damodar Das Arora (1605-1656 SCN)
- Shah Hussain (thế kỷ thứ 16)
- Sultan Bahu (thế kỷ thứ 16–17)
- Saleh muhammad safoori (thế kỷ thứ 17)
- Bulleh Shah (thế kỷ thứ 17–18)
- Waris Shah (thế kỷ thứ 18)
- Khwaja Ghulam Farid (thế kỷ thứ 18–19)
- Mian Muhammad Bakhsh (thế kỷ thứ 19)
- Qadaryar (thế kỷ thứ 19)
- Peelu (thế kỷ thứ 19)
- Hashim (thế kỷ thứ 19)
- Shareef Kunjahi (thế kỷ thứ 20)
- Mir Tanha Yousafi (thế kỷ thứ 20)
- Anwar Masood (thế kỷ thứ 20)
- Afzal Ahsan Randhawa (thế kỷ thứ 20)
- Aatish (thế kỷ thứ 20)
- Shaista Nuzhat – (thế kỷ thứ 20)
- Bhai Veer Singh (thế kỷ thứ 20)
- Jaswant Singh Rahi (thế kỷ thứ 20)
- Dhani Ram Chatrik (thế kỷ thứ 20)
- Faiz Ahmad Faiz (thế kỷ thứ 20)
- Amrita Pritam (thế kỷ thứ 20)
- Darshan Singh Awara (thế kỷ thứ 20)
- Dr. Harbhajan Singh (thế kỷ thứ 20)
- Shiv Kumar Batalvi (thế kỷ thứ 20)
- Sharif Kunjahi (thế kỷ thứ 20)
- Paash (thế kỷ thứ 20)
- Surjit Paatar (thế kỷ thứ 20)
- Ajmer Rode (thế kỷ thứ 20)
- Sukhdarshan Dhaliwal
- Satinder Sartaj
- Balwant Gargi
- Sukhbir
- Shardha Ram Phillauri
- Ustad Daman
- Munir Niazi

## Tiếng Rajasthan
- Dursa Arha (1535 – 1655), "Nhà thơ theo chủ nghĩa dân tộc đầu tiên của Ấn Độ", chiến binh thế kỷ thứ 16 và nhà thơ Rajasthani
- Suryamal Misran (1815 – 1868), thế kỷ thứ 19 Rajkavi (Nhà thơ và nhà sử học nhà nước) của bang Bundi
- Mahatma Isardas (1539 – 1618), thánh thơ Rajasthani
- Narharidas Barhath (1648 – 1733), thánh thơ Rajasthani
- Brahmanand Swami (1772 – 1832), vị thánh của Swaminarayan Sampraday và là một trong những Paramahamsa của Swaminarayan
- Chand Bardai, nhà thơ triều đình của Prithvi Raj Chauhan
- Kaviraj Bankidas Asiya, thế kỷ thứ 18 Raj-Kavi (Nhà thơ và nhà sử học nhà nước) của bang Jodhpur
- Kanhaiyalal Sethia (1919 – 2008), nhà thơ Hindi và Rajasthani
- Sanwar Daiya
- Sawai Singh Dhamora (1926 – 2017)
- Kriparam Khidiya, tác giả của "Rajiya ra Sortha"
- Fateh Karan Charan, nhà thơ Rajasthani & lãnh đạo của Phong trào Bijolia
- Lakshmi Kumari Chundawat (1916 – 2014), tác giả và chính trị gia Ấn Độ
- Shakti Dan Kaviya (1940 – 2021), đoạt giải Sahitya Akademi nhà thơ, nhà văn và học giả của Rajasthani, Dingal, Brajbhasha, & Hindi
- Narayan Singh Bhati (1930 – 1994), người sáng lập Viện nghiên cứu Rajasthani (Chopasani, Jodhpur)
- Vijaydan Detha (1926 – 2013), Padma Shri & đoạt giải Sahitya Akademi, nhà thơ & nhà văn Rajasthani đáng lưu ý
- Arjun Deo Charan (sinh 1954), nhà thơ Rajasthani, nhà phê bình, nhà viết kịch, đạo diễn sân khấu và dịch giả
- Chandra Prakash Deval, nhà thơ Rajasthani và dịch giả, người triệu tập Hội đồng Cố vấn Rajasthani của giải thưởng Sahitya Akademi.
- Bhanwar Singh Samaur (sinh 1943),  đoạt giải Sahitya Akademi, nhà văn, nhà thơ, nhà sử học, và nhân viên xã hội
- Kaviraja Shyamaldas (thế kỷ thứ 19), Rajkavi (Nhà thơ và nhà sử học nhà nước) của bang Udaipur
- Swarupadas (1801–1863), nhà thơ Dadu Panthi
- Thakur Akshay Singh Ratnu (1910 – 1995), nhà thơ Rajasthani, Brajbhasha and Hindi
- Thakur Kesari Singh Barhath (1872–1941), nhà lãnh đạo cách mạng Ấn Độ và nhà thơ

## Tiếng Phạn
Nhà thơ cổ đại
- Valmiki, tác giả của Ramayana
- Vedavyasa, tác giả của Mahabharata Ashtadasapurana

Nhà thơ cổ điển
- Kālidāsa, nhà thơ và nhà viết kịch của tiếng Phạn cổ điển Kumara Sambhavam, Meghadootam, abhignana shakuntalam
- Adi Sankara, tác giả của rất nhiều bài thơ; Bhaja Govindam, Soundarya Lahari, Điếu văn Brahma sutrams, Bhagavathgita Bhashyam và Lalitha Sahasranama
- Bharavi, tác giả của Kiratarjuniya
- Magha
- Bhatti, tác giả của Bhattikāvya, được biết đến như Rāvatavadha

Nhà thơ Trung Cổ
- Jayadeva (1200 SCN), tác giả của Gita Govinda
- Narayana Panditacharya, tác giả của Sumadhvavijaya, Sangraha Ramayana
- Vedanta Desika (1269–1370), Sri Vaishnava, nhà văn, nhà thơ, tín đồ, triết gia và giáo viên

Nhà thơ tiền hiện đại
- Kavikalanidhi Devarshi Shrikrishna Bhatt (1675–1761), nhà thơ triều đình của Jai Singh II
- Krishnadevaraya (mất 1529), vua của đế chế Vijayanagara và nhà thơ
- Prabodhananda Sarasvati (thế kỷ thứ 16), thánh thơ Vaishnava bhakti
- Vadiraja Tirtha (1480–1600), thánh Dvaita, nhà thơ, tín đồ và triết gia

Nhà thơ hiện đại
- Jagadguru Rāmabhadrācārya
- Ram Karan Sharma, của New Delhi
- Srinivas Rath (1943-2014), đoạt giải Sahitya Akademi và người sáng lập của Kalidasa Akademi
- Vanikavi Manomohan Acharya, Cuttack
- Pandhareenathachar Galagali
- Rama Kant Shukla (sinh 1940), người chiến thắng các giải Padma Shri, Kalidasa Samman, Sahitya Akademi
- Shridhar Bhaskar Warnekar (1918-2007), người chiến thắng các giải Kalidasa Samman và Sahitya Akademi

## Tiếng Sindh
- Moti Prakash

## Tiếng Tamil
Nhà thơ Sangam (khoảng 300 TCN tới 300 SCN)
- Agastya
- Avvaiyar, một nhà thơ sống trong thời kỳ Sangam (khoảng thế kỷ 1 và 2 SCN)
- Kadiyalur Uruttirangannanar
- Kapilar

see also Sangam literature
Nhà thơ hậu Sangam (200 tới 1000 sau Công Nguyên)
- Thiruvalluvar (hưng thịnh vào khoảng thế kỷ thứ 2 – 8 sau Công nguyên), nhà thơ đã viết nên Thirukkural, một tác phẩm đạo đức
- Ilango Adigal (300 tới 700 sau Công nguyên), đã viết sử thi Cilappathikaaram
- Nakkeerar (hưng thịnh vào khoảng thế kỷ thứ 9)
- Sīthalai Sāttanār
- Tirutakkatevar
- Avvaiyar, một nhà thơ Tamil thế kỷ thứ 8

Nhà thơ thời kỳ Bakthi (700 tới 1700 sau Công Nguyên)
- Manikkavacakar
- 63 Nayanars, còn có danh xưng Appar, Sambanthar, Sundarar v.v...
- 12 Alvars, còn có danh xưng Poigaialvar, Boothathaalvaar v.v...
- Sekkizhar (khởi sắc thế kỷ thứ 12), nhà thơ và học giả
- Kambar
- Ottakoothar
- Arunagirinathar
- Pattinathar
- Siva Prakasar
- Avvaiyar, một nhà thơ Tamil thế kỷ thứ 12

Nhà thơ yêu nước và các nhà thơ thời kỳ Anh thuộc
- Anandabharati Aiyangar (1786–1846)
- Henry Alfred Krishnapillai (1827–1900, tác giả của Ratchanya Yaatrigam)
- Subramanya Bharathi hay còn gọi Mahakavi Bharati ("Nhà thơ Bharati vĩ đại") (1882–1921) nhà thơ, nhà văn, người ủng hộ độc lập và nhà cải cách
- Subramanya Siva (1884–1925), nhà thơ và người ủng hộ độc lập
- Bharathidasan, cũng đọc là Bharatidasan (1891–1964), nhà thơ, nhà viết kịch, nhà biên kịch, nhà viết truyện ngắn và nhà tiểu luận
- Kavimani Desigavinayagam Pillai
- Sheikh Thambi Pavalar
- Ramalinga Swamigal

Hiện đại
- Perunchithiranar (1933–1995), nhà thơ và triết gia
- Kannadasan (1927–1981), nhà thơ và người viết lời bài hát
- Vaali (1931–2013), nhà thơ và người viết lời bài hát
- Annamalai Reddiyar, nhà thơ Tamil
- Vairamuthu, nhà thơ và người viết lời bài hát
- Pudhumaipithan
- T. K. Doraiswamy ("Nakulan")
- Prof. Karmegha Konar
- P. Vijay, nhà thơ viết lời bài hát cho phim
- Mu. Metha, nhà thơ và nhạc sĩ
- L. S. Kandasamy
- V. Akilesapillai (1853–1910), học giả, nhà thơ và nhà văn Sri Lanka
- Perumal Rasu, nhà thơ, nhà văn, họa sĩ và bậc thầy tâm linh
- Manushyaputhiran

## Tiếng Telugu
Nhà thơ thời Trung Cổ
- Nannaya Bhattaraka, cũng được biết đến như nhà thơ đầu tiên "Aadi Kavi", nhà thơ đầu tiên của Kavi Trayam, hoặc là "Ba tượng đài của thơ ca", đã có Mahabharatamu được dịch sang tiếng Telugu trong vài thế kỷ
- Tikkana hay còn gọi là "Tikkana Somayaji" (1205–1288), nhà thơ và thành viên của Kavi Trayam
- Errana cũng được biết đến như "Yellapregada" hoặc "Errapregada" (khởi sắc vào thế kỷ thứ 14).
- Gona Budda Reddy – nhà thơ thế kỷ thứ 13
- Annamacharya (1408–1503), nhà soạn nhạc thần bí của thế kỷ thứ 15, được nhiều người coi là pada kavita pitaamaha trong tiếng Telugu (lão tiền bối của thơ giản dị); phu quân của Tallapaka Tirumalamma
- Sri Krishnadevaraya, Hoàng đế Vijayanagar, người bảo trợ ngôn ngữ Telugu, nhà thơ tiếng Telugu
- Allasani Peddana, nhà thơ thế kỷ thứ 15 and được biết đến như nhà thơ quan trọng nhất của Asthadiggajas (Tám nhà thơ Telugu ưu tú dưới thời Sri Krishna Devaraya)
- Nandi Thimmana, một thành viên của Ashtadiggajas
- Madayyagari Mallana, một thành viên củaf Ashtadiggajas
- Dhurjati, một thành viên của Ashtadiggajas
- Ayyalaraju Ramambhadrudu, một thành viên của Ashtadiggajas
- Pingali Surana, một thành viên của Ashtadiggajas
- Ramarajabhushanudu, một thành viên của Ashtadiggajas
- Tenali Ramakrishna, nhà thơ, học giả, nhà tư tưởng và cố vấn đặc biệt trong triều đình Sri Krishnadevaraya, biệt danh Vikatakavi
- Molla, cũng được biết đến như là "Mollamamba", cả hai tên phổ biến của Atukuri Molla (1440–1530), nữ nhà thơ đã viết Ramayan bằng tiếng Telugu
- Potana, tên khai sinh Bammera Pothana (1450–1510), nhà thơ nổi tiếng nhất với bản dịch của ông về Bhagavata Purana từ tiếng Phạn Sanskrit; cuốn sách được phổ biến với tên gọi Pothana Bhagavatham
- Tallapaka Tirumalamma, cũng được biết đến như "Timmakka" và "Thimmakka" (khởi sắc vào thế kỷ thứ 15), nhà thơ đã viết Subhadra Kalyanam; phu nhân của ca sĩ kiêm thi sĩ Annamacharya và được biết đến qua tên gọi Timmakka
- Vemana (khởi sắc vào thế kỷ thứ 14), nhà thơ
- Bhadrachala Ramadasu, Người Ấn Độ thế kỷ thứ 17 sùng kính Chúa Rama và nhà soạn nhạc Carnatic.

Nhà thơ thời Phục Hưng
- Kandukuri Veeresalingam (1848–1919), nhà cải cách xã hội, nhà thơ, học giả, thành lập tạp chí Vivekavardhani, đưa tiểu luận, tiểu sử, tự truyện và tiểu thuyết vào văn học Telugu
- Gurajada Apparao (1862–1915), nhà thơ, nhà văn và nhà viết kịch đã viết vở kịch Telugu đầu tiên, Kanyasulkam; cũng là một nhà cải cách xã hội có ảnh hưởng, đôi khi được gọi là Mahakavi ("nhà thơ vĩ đại")
- Gurram Jashuva (1895–1971), một nhà thơ dalit, nhà văn và nhà sản xuất của All India Radio, được trao giải thưởng "Padma Bhushan" bởi chính phủ Ấn Độ, nổi tiếng với thơ về tệ nạn xã hội
- Sri Sri, Srirangam Srinivasa Rao (1910–1983), nhà thơ marxist đáng chú ý nhờ tác phẩm của mình Maha Prasthanam
- Jwalamukhi, bút danh của Veeravalli Raghavacharyulu (1938–2008), nhà thơ, tiểu thuyết gia, nhà văn và nhà hoạt động chính trị
- Viswanatha Satyanarayana (1895–1976), được biết đến phổ biến là Kavi Samraat ("Hoàng đế thơ ca")
- Balijepalli Lakshmikantham (1881–1953), nhà thơ và nhà viết kịch
- Chellapilla Venkata Sastry, nhà thơ và học giả
- Devulapalli Krishna Sastry (1887–1981), nhà thơ và tác giả của các vở kịch phát thanh, được biết đến như "Andhra Shelly"
- Devarakonda Balagangadhara Tilak
- Divakarla Tirupati Sastry
- Rayaprolu Subba Rao
- C. R. Reddy

Nhà thơ hiện đại
- C. Narayana Reddy (sinh 1931), nhà thơ, nhà hàn lâm và nhạc sĩ
- Aarudhra, bút danh của Bhagavatula Siva Sankara Sastry (1925–1998), nhà văn, nhà thơ, nhà tiểu luận, người viết truyện (bao gồm cả truyện trinh thám), nhà viết kịch, dịch giả, người sáng tác các bài hát trong phim
- Ismail, tên thường gọi của Mohammad Ismail (sinh 1928)
- Suravaram Pratap Reddy, nhà văn và nhà sử học từ Telangana
- Kethu Viswanatha Reddy, nhà thơ từ Rayalaseema
- Gunturu Seshendra Sarma (1927–2007), còn được biết đến như là Yuga Kavi
- Papineni Sivasankar, nhà thơ và nhà phê bình từ Andhra Pradesh
- Sirivennela Sitaramasastri, nhà thơ nổi tiếng và nhà trữ tình

## Tiếng Urdu
Theo thứ tự bảng chữ cái theo họ:
- Maghfoor Ahmad Ajazi (1900-1966), nhà thơ, nhà văn, nhà hùng biện và nhà đấu tranh tự do nổi tiếng của Ấn Độ từ Muzaffarpur, Bihar
- Javed Akhtar (sinh 1945) nhà viết lời và viết kịch bản nổi tiếng cho phim
- Mir Babar Ali Anis
- Kaifi Azmi
- Bashir Badr (sinh 1935), nhà văn lỗi lạc Ghazal, giành các giải thưởng Padma Shri, Sangeet Natak Akademi và Sahitya Akademi
- Mirza Ghalib (1797-1869), nhà văn Ghazal nổi tiếng thế giới từ Mughal Era
- Raza Naqvi Wahi, nhà thơ từ Patna, Bihar
- Shahnaz Fatmi (1949–), nhà thơ, nhà văn xuất thân từ Patna, Bihar
- Rafiq Husain
- Rahat Indori (1950-2020), nhà soạn nhạc nổi tiếng Bollywood
- Masud Husain Khan
- Syed Mahmood "Talib" Khundmiri
- Syed Hasnain Raza Naqvi
- Irfan Nasirabadi
- Nazish Pratapgarhi
- Shahzad A. Rizvi (sinh 1937), tác giả, học giả và nhà thơ
- Iftikhar Imam Siddiqui
- Kanwal Ziai
- Mir Taqi Mir